# Wolfgang Maennig
Wolfgang Maennig (n. 12 februarie 1960, Berlin, RDG) este un economist ce a reprezentat Germania, medaliat olimpic. A participat la 2 ediții ale Jocurilor Olimpice (1984, 1988) în care a câștigat o medalie de aur.